# Tremedal de Tormes
Tremedal de Tormes település Spanyolországban, Salamanca tartományban. Tremedal de Tormes Puertas, Villaseco de los Reyes, Gejuelo del Barro, Villar de Peralonso és Espadaña községekkel határos. Lakosainak száma 35 fő (2024).

## Népesség
A település népessége az elmúlt években az alábbi módon változott:
| Lakosok száma | 38   | 37   | 41   | 38   | 43   | 41   | 45   | 43   | 37   | 35   |
|               | 2001 | 2004 | 2007 | 2009 | 2012 | 2014 | 2017 | 2019 | 2022 | 2024 |